# Prava srčenica
Prava srčenica - lat. Leonurus cardiaca je biljka iz porodice Lamiaceae. Izvorno joj je stanište središnja Azija.Ima četvrtastu stabljiku, s nasuprotno položenim listovima. Cvate malim ružičastim cvjetovima od lipnja do kolovoza. Raste većinom uz puteve,a naraste do metar visine. Cijenjena je ljekovita biljka. Korištena je kao srčani tonik, tonik za maternicu, emenagog, protiv nesanice,grčeva u želucu itd... Koristi se i u tradicionalnoj kineskoj medicini.